# Jabez Lamar Monroe Curry
Jabez Lamar Monroe Curry, född 5 juni 1825 i Lincoln County i Georgia, död 12 februari 1903 i Buncombe County i North Carolina, var en amerikansk advokat, diplomat och politiker (demokrat). Han var ledamot av USA:s representanthus 1857–1861.
Curry utexaminerades 1843 från University of Georgia och studerade sedan juridik vid Harvard Law School. År 1845 inledde han sin karriär som advokat i Talladega County i Alabama. Han tjänstgjorde i mexikansk-amerikanska kriget och tillträdde 1857 som kongressledamot. Han avgick i samband med Alabamas utträde ur USA och amerikanska inbördeskrigets utbrott.
Curry var chef för USA:s diplomatiska beskickning i Madrid 1885–1888. Han avled 1903 i North Carolina och gravsattes på Hollywood Cemetery i Richmond i Virginia.